# Sidney Crosby
Sidney Patrick Crosby (Cole Harbour, 7 agosto 1987) è un hockeista su ghiaccio canadese.
Gioca nel ruolo di centro nella squadra NHL dei Pittsburgh Penguins della quale è il capitano; dal 2015 è membro del Triple Gold Club.

## Carriera
Dopo due stagioni nella squadra juniores dei Rimouski Oceanic nella lega giovanile del Quebec, nel 2005 è la prima scelta assoluta dei Pittsburgh Penguins nel draft della NHL. Nei primi due anni i suoi numeri sono impressionanti: in 148 partite segna 147 goal, con 214 assist (361 punti totali).
Ha partecipato a due Mondiali Under20, di cui uno vinto (2005), battendo in finale la Russia, risultando il più giovane marcatore della storia della manifestazione.
Nella stagione 2005-2006 ha debuttato nella NHL, diventando il più giovane giocatore ad aver realizzato 100 punti (39 gol, 63 assist) in una stagione, a 18 anni e 8 mesi. La stagione successiva è diventato il giocatore più giovane a realizzare 200 punti in NHL a 19 anni e 207 giorni.
Nella stagione 2007-08 un infortunio lo tiene lontano dal ghiaccio limitando la sua stagione regolare a soli 53 incontri, ma ciò non gli impedisce di trascinare i suoi Pittsburgh Penguins nella finale di Stanley Cup, dove però si deve arrendere ai Detroit Red Wings. Comunque l'attesa per la rivincita non è lunga, dato che nella successiva stagione 2008-09, i Pittsburgh Penguins tornano in finale di Stanley Cup nuovamente contro i Detroit Red Wings. Questa volta Crosby e compagni hanno la meglio su Detroit, e conquistano così la terza Stanley Cup per i Pittsburgh Penguins. In questa occasione Sidney Crosby diventa il più giovane capitano ad aver mai alzato la coppa.
Nonostante la giovane età  molti lo paragonano a mostri sacri come Wayne Gretzky e Mario Lemieux tanto da essersi già guadagnato il soprannome di The Next One, ovvero un possibile successore proprio di Gretzky, il cui soprannome è The Great One.

## Premi

### NHL
- Stanley Cup : 3

Pittsburgh Penguins: 2008-09, 2015-16, 2016-2017
- NHL Rookie of the Month - ottobre 2005
- Michel Briere Memorial Trophy (Pittsburgh Penguins Rookie of the Year) - 2006
- NHL All-Rookie Team - 2006
- NHL All-Star Team - 2007
- NHL All-Star Game - 2007, 2008*, 2009*, 2011* (* = non ha partecipato causa infortunio)
- Mark Messier Leadership Award - gennaio 2007, 2010
- Art Ross Trophy - 2007, 2014
- Lester B. Pearson Award - 2007, 2014
- Hart Memorial Trophy - 2007, 2014
- Vincitore della Stanley Cup - 2009, 2016
- Maurice Richard Trophy - 2010

### Internazionale
- Giochi olimpici invernali:  Oro a Vancouver 2010, Soči 2014
- Campionato mondiale IIHF:  Oro 2015
- Campionato mondiale IIHF U20:  Argento 2004;  Oro 2005

## Record
- Maggior numero di assist (63) in una stagione da parte di un rookie nella stagione 2005-06 con i Pittsburgh Penguins[1]
- Maggior numero di punti (102) in una stagione da parte di un rookie nella stagione 2005-06 con i Pittsburgh Penguins[1]
- Primo rookie a raggiungere 100 punti e 100 minuti di penalità in una stagione[2]
- Giocatore più giovane nella storia della NHL a realizzare 100 punti in una stagione[3]
- Giocatore più giovane nella storia della NHL a raggiungere 200 punti in carriera (19 anni e 207 giorni)[4]
- Giocatore più giovane nella storia della NHL a realizzare 100 punti in 2 stagioni successive[5]
- Giocatore più giovane ad essere votato per la partecipazione al NHL All-Star Game[6]
- Giocatore più giovane nella storia della NHL a vincere l'Art Ross Trophy[7]
- Giocatore più giovane nella storia della NHL a vincere il Lester B. Pearson Award[8]
- Giocatore più giovane nella storia della NHL a essere nominato per il First All-Star Team[9]
- Giocatore più giovane nella storia della NHL ad essere capitano di una squadra per una intera stagione (nel gennaio 1984, Brian Bellows dei Minnesota North Stars venne nominato capitano ad interim ad un'età minore di 5 mesi di quella di Crosby, ma giocò come capitano solo la seconda parte della stagione 1983-84 rimpiazzando il capitano titolare Craig Hartsburg che ebbe un infortunio)
- Giocatore più giovane nella storia della NHL ad alzare la Stanley Cup da capitano (2009)